# Карнозин
Карнозин (бета-аланил-L-гистидин) — дипептид, состоящий из остатков аминокислот β-аланина и гистидина. Обнаружен в высоких концентрациях в мышцах и тканях мозга.

## Открытие
Карнозин был открыт 1900 году B. C. Гулевичем в мясном экстракте и стал первым открытым биогенным пептидом. Вместе с карнозином был открыт и его аналог ансерин, у которого в гетероцикле гистидина водород замещён на метильную группу. Впоследствии Гулевич поручил своему ученику Сергею Евгеньевичу Северину выяснить функцию этих веществ. С. Е. Северин остался верен заветам своего учителя и в 1952 году выяснил функцию мышечных дипептидов. Выяснилось, что если добавить карнозин к раствору, в котором находилась изолированная мышца лягушки, то она под воздействием электрического заряда приобретает способность  работать часами без всякого утомления. Этот опыт в дальнейшем вошел в физиологию как «феномен Северина». После измерения всех параметров стало ясно, что в присутствии карнозина мышца в состоянии накапливать колоссальные количества лактата. Отсюда простое объяснение: карнозин выполняет роль pH-буфера и связывает образующиеся при гликолизе протоны. С. Е. Северин не согласился с такой интерпретацией его результатов, считая буферную функцию слишком простой и даже убогой. Результаты эксперимента были опубликованы на русском языке, но не получили резонанса, сам автор не придал значения открытому им эффекту, продолжая искать альтернативные функции карнозина. А через 30 лет после открытия феномена Северина его опыт был повторен[кем?] за рубежом с использованием ТРИС-буфера. Было описано колоссальное увеличение работоспособности мышц под действием этого вещества, и тут уж его объяснили буферным эффектом без всяких ссылок на С. Е. Северина.

## Свойства и функции
Карнозин метаболически инертен, что является важным его свойством как специализированного pH-буфера. Карнозин может без проблем протонироваться и депротонироваться, что никак не скажется на ходе различных метаболических процессов. Важно и то, что в его состав входит необычная β-аминокислота. По-видимому, это еще один способ сделать данное вещество более инертным, в том числе вывести его из-под контроля обычных пептидаз.
В итоге оказалось, что pH-буфер — не единственная функция карнозина. Исследователи из Великобритании, Южной Кореи и других стран показали, что карнозин имеет свойства антиоксиданта. Карнозин является прекрасным хелатором ионов Cu2+ и Fe2+, которые в свободном виде катализируют превращение перекиси водорода в радикал ОН•. Также он участвует в тушении активных форм кислорода (АФК) и защищает организм от альфа-бета ненасыщенных альдегидов, образующихся из суперокисленных жирных кислот клеточных мембран в процессе окислительного стресса, посредством их химического связывания. Кроме того, карнозин ингибирует рост амилоидных фибрилл, которые образуются, например, при болезни Альцгеймера.